# 讚岐鹽屋站
讚岐鹽屋站（日语：／ Sanuki-Shioya eki */?）是位於日本香川縣丸龜市鹽屋，隸屬於四國旅客鐵道（JR四國）予讚線的鐵路車站。車站編號為Y11。普通列車及快速列車均在本站停靠，但由於所有快速列車由坂出站起的下行方向均為各站停車，所以和普通列車其實無疑。
本站於1952年和香西站、讚岐府中站及八十場站一同設立。本站開站初期和其他站的情況相約，大部份列車均不停靠。直至1987年由丸龜站至多度津站一段雙線化和電化後，停靠的列車才增加。另外為配合丸龜站高架化工程，本站須向多度津站方向後移約300米，同時亦將月台加長。

## 車站構造
由於本站以簡易車站運作，所以自開站以來均沒有興建過站房。站內設有側式月台2個，提供2線2面的配置，有效長度皆為4輛。由於是重新設站，整個月台均以鋼板及角鐵所搭成，而非如香西站或八十場站般，在已有的石磚月台上加建伸延部份。
月台上並沒有標示月台編號，而是以上、下行的方式來標示，但在售票機上的時間表則有標示月台編號。兩邊月台的出入口均設於末端向多度津方向，為無障礙斜道，除了基本的有蓋候車亭及座椅外，每邊均各自設有一部自動售票機。其中往高松方向的2號月台設於斜道旁，而往多度津方向的1號月台則設於原樓梯出入口。
因為本站建於高架橋下，而站內的月台間亦沒有平交道所連接，月台間的連接是以高架橋旁加建行人天橋，並需先離開原來的月台才能到達樓梯口。

### 月台配置
| 月台 | 路線    | 方向 | 目的地                   |
| ---- | ------- | ---- | ------------------------ |
| 1    | ■予讚線 | 上行 | 坂出、高松、岡山方向     |
| 2    | ■予讚線 | 下行 | 多度津、觀音寺、琴平方向 |

## 歷史
- 1952年1月27日：開業[5]。
- 1987年4月1日：日本國鐵分割民營化，車站的營運由JR四國繼承。
- 1987年10月1日：第二代車站啟用，並向多度津站方向遷移約300米。
- 2014年3月1日：可以使用「ICOCA」[6]。增設對應ICOCA的簡易式出、入閘專用拍卡器。

## 使用人數
| 上車人次推算 | 上車人次推算 |
| 年度         | 1日平均人數  |
| ------------ | ------------ |
| 2008         | 307          |
| 2009         | 305          |
| 2010         | 320          |
| 2011         | 310          |
| 2012         | 304          |
| 2013         | 306          |
| 2014         | 311          |

## 相鄰車站
四國旅客鐵道（JR四國）
■予讚線
■快速「Sunport」、■普通
丸龜（Y10）－讚岐鹽屋（Y11）－多度津（Y12）